# 뉴그레인지

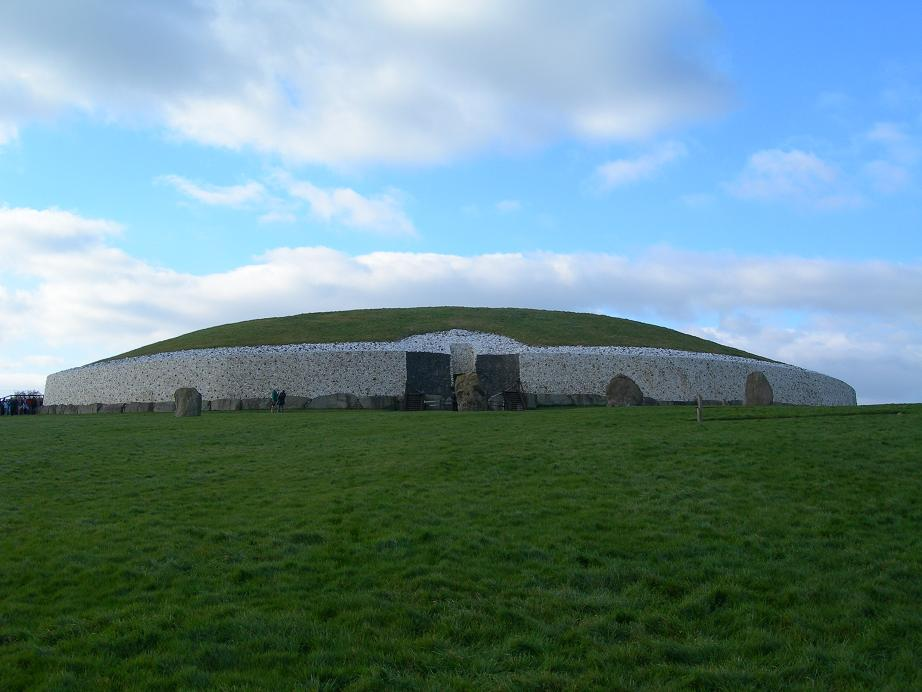

뉴그레인지(영어: Newgrange, 아일랜드어: Sí an Bhrú 시 안 브루)는 아일랜드 공화국 미스주에 있는 유적이다. 보인 강 북안 드로게다 서쪽으로 8 킬로미터 떨어진 곳에 있다. 기원전 3200년경 전후 신석기 시대에 지어졌으며, 영국의 스톤헨지 및 이집트의 피라미드보다 오래 되었다. 유적은 커다란 고분 하나로 이루어져 있으며 고분 안에는 석조 통로와 석실이 있다. 내부 석실들에서는 인간의 유골과 부장품 또는 봉납품으로 생각되는 유물들이 발견되었다. 고분 외부에는 옹벽 내지 축대가 둘러져 있으며 이 벽은 백석영 조약돌을 쌓아 만들었다. 그리고 무늬가 새겨진 연석돌 벽이 그 주위를 다시 두르고 있다. 뉴그레인지의 커다란 돌들은 대부분 거석문화 양식의 무늬로 덮여 있으며 환상열석 하나가 고분 자체를 또 둘러싸고 있다. 이 유적을 만드는 데 사용된 재료 중 일부는 모어른 산맥이나 위클로 산맥 등 멀리 떨어진 곳이 원산지이다. 이 유적의 용도가 무엇인지에 관해 합의된 정설은 없으나 대체로 종교적 중요성을 가지고 있었다고 생각된다. 고분 입구 통로 방향은 동지점 위치와 나란하며, 이 때문에 동지가 되면 태양빛이 입구를 통해 들어와 석실 안까지 들어찬다. 아일랜드의 다른 연도분 유적들도 그 통로가 지점 또는 분점과 평행한 방향을 이루고 있다. 뉴그레인지는 브루 나 보네 신석기 유적군에서 가장 유명한 유적으로, 브루 나 보너의 다른 유적들과 함께 유네스코 세계문화유산으로 지정되었다.
신석기 시대에 구체적으로 알 수 없는 용도로 사용된 이후 뉴그레인지는 수천년 간 봉인되어 있었다. 하지만 아일랜드 신화 및 민담에서 투어허 데 다넌 신족 중 다그다와 그 아들 앙구스의 거처로 언급되며 빈번히 등장한다. 17세기에야 골동학자들이 연구를 시작했고, 이후 고고학 발굴이 이루어졌다. 1970년대에 고고학자 마이클 J. 오켈리가 발굴 및 복원을 지휘했다. 다만 오켈리의 복원 작업은 논쟁적이고 그 정확성에 이의가 제기된다. 오늘날의 뉴그레인지는 인기 있는 관광지로서 아일랜드의 국립기념물임과 동시에 유럽에서 가장 중요한 거석문화 유적으로 꼽힌다.